# Обмін (економіка)
Обмін в економіці — взаємне, зустрічне добровільне відчуження свого продукту на користь іншої особи або групи осіб на взаємовигідній основі з метою отримання певної вигоди.
Обмін є основою людської діяльності, основою економічних відносин.

## Історія
Перші обміни, звичайно ж мало походили на комерційні і взаємовигідні. За часів перших особистих випадкових обмінів люди просто обмінювалися один з одним за принципом речі, що сподобалася, натомість вимагаючи щось на заміну. В той час людина ще не розуміла таких явищ як вигода, проте поняття добровільності ці обміни виховували.
З розвитком родових відносин, основна здобич стала приноситися до загального вогнища, як і частина знарядь праці стала знаряддями для загального користування. Але й кількість особистих речей, які належали безпосередньо кожному теж зростала. А цими особистими речами кожен міг розпоряджатися як завгодно, в тому числі і обмінюватися з родичами.
Після того, як відбувся перший (міжстатевий) і другий (внутрішньостатевий) розподіл праці, коли намітилася певна спеціалізація у деяких родичів, внутрішній обмін став розвиватися. З розвитком сімейних громад, а потім і появою малих сімей і сусідських громад, обмін став основою економічних відносин між ними.
Суть всякого нормального добровільного обміну це отримання вигоди, яка полягає в економії витрат праці для обох сторін.
Добровільний обмін вивчає каталактика (термін Арістотеля).
Головною формою здійснення добровільного обміну є торгівля.

## Форми обміну
Обмін може відбуватися у таких формах:
- безпосередньо товар на товар (бартер);
- за допомогою засобів обміну - грошей (обмін з грошима).

## Блага та товари
Економічне благо — усе, що може задовольнити людські потреби. Товар — економічне благо, призначене для обміну. Уточнення понять блага і товару здійснив Карл Менгер у його «Принципах політичної економії» (нім. Grundsätze der Volkswirtschaftslehre, 1871).

## Аутистичний та міжособистісний обмін
Людвіг фон Мізес у «Людській діяльності» розглядає аутистичний (autisitc exchange) та міжособистісний (соціальний) (interpersonal or social exchange) обмін. Аутистичний обмін — коли дія виконується індивідом без усілякого посилання на співробітництво з іншими індивідумами. Наприклад, коли ізольований мисливець вбиває тварину заради власного споживання, він обмінює свій час і патрон на їжу. У суспільстві аутистичний обмін замінюється на міжособистісний або соціальний обмін, який передбачає взаємодію з іншими людьми заради отримання вигоди. Людвіг фон Мізес пише:
|                                                                      | Відношення обміну є фундаментальним суспільним відношенням. Міжособистий обмін товарами і послугами сплітає зв'язки, які об'єднують людей у суспільство. Формула суспільства виглядає так: do ut des. Там, де немає умисної взаємності, де діяльність не передбачає ніякого наміру принести користь супутній діяльності інших людей, існує не міжособистий, а аутистичний обмін. |
| — Людвіг фон МІзес. Людська діяльність: трактат з економічної теорії | |

## Добровільний та насильницький обмін
Насильницький обмін - обмін, який одна із сторін вважає несправедливим, нееквівалентним, грабіжницьким. Без застосування (або без загрози застосування) сили подібний обмін на добровільній основі не відбувся б.
Поділ обміну на добровільний та насильницький відображено у класифікації підрозділів праксеології, яку запропонував Мюррей Ротбард (1951):
1. Теорія ізольованого індивідуума (Економіка Робінзона Крузо, англ. Crusoe Economics)
2. Теорія добровільного міжособистого обміну, каталактика (Catallactics, or the Economics of the Market)
  1. Бартер
  2. За допомогою засобів обміну
    1. На вільному ринку (On the Unhampered Market)
    2. Ефекти від насильницького втручання у ринок (Effects of Violent Intervention with the Market)
    3. Ефекти насильницького скасування ринку (соціалізм) (Effects of Violent Abolition of the Market)
3. Теорія війни - ворожа діяльність (The Theory of War – Hostile Action)
4. Теорія ігор (Джон фон Нейман, Оскар Морґенштерн)
5. Невідомі

## Умова для добровільного обміну
Умовою для здійснення добровільного обміну є ситуація, за якої кожна зі сторін обміну цінує товар, який має інша сторона, вище, ніж свій товар.
Помилкою Арістотеля у питанні обміну є те, що він вважав обмін справедливим, коли сторони обміну обмінюються еквівалентними цінностями.

## Координація обміну та трансакційні витрати

### Координація обміну
Основними механізмами координації обміну є ринок, фірма (організація) і держава. Добровільний обмін відбувається на вільному ринку, фірма (організація) накладають більше обмежень на умови обміну, у рамках держави відбувається насильницький обмін.
Першим економістом, який визначив фірму і ринкок як окремі механізми координації обміну, був Рональд Коуз у статті «Природа фірми» (1937). Згдіно Коуза причиною створення фірм є прагнення до зниження трансакційних витрат.

### Обмін та трансакційні витрати
Здійснення обміну, торгівлі пов'язано з трансакційними витратами - витратами на пошук, обробку інформації, веденням переговорів, контролем за виконанням контрактів, захистом прав власності.

## Роль грошей в обміні
Класична економічна школа вважала гроші нейтральними (принцип нейтральності грошей або класична дихотомія). Згідно такого підходу наявність грошей в обміні не впливає на перебіг угод. Пізніше цей принцип був поставлений під сумнів представниками інших економічних шкіл. Людвіг фон Мізес, представник Австрійської школи, так характеризує припущення про нейтральність грошей:
|                                                                      | Елементарна теорія цінності і ціни застосовує, ..., поняття ринку, на якому усі угоди здійснюються у результаті прямого обміну. Грошей не існує, товарі і послуги обмінюються безпосередньо на інші товари і послуги. Ця ідеальна конструкція є необхідною. Можна знехтувати проміжною роллю грошей для того, щоб зрозуміти: у підсумку завжди відбувається обмін економічними благами першого порядку. Але при цьому завжди слід стерегтися ілюзії, яку легко може породити поняття ринку з прямими обміном. Хибне припущення, що засіб обміну є лише нейтральним фактором, саме зобов'язане своїм походженням й стійкістю неправильній інтерпретації даної ідеальної конструкції. У відповідності до цієї думки єдина різниця між прямими і непрямим обміном полягає у тому, що для останнього використовується засіб обміну. Стверджується, що введення грошей до угоди не чинить впливу на основні особливості ділового життя. При цьому ігнорується той факт, що історії відомі випадки, коли різкі зміни у купівельній спроможності грошей розхитували усю систему обміну. Однак вважається, що ці виключні факти спричинені невідповідною політикою регулювання. |
| — Людвіг фон Мізес, Людська діяльність: Трактат з економічної теорії | |